# 東方聖典叢書
東方聖典叢書（とうほうせいてんそうしょ、Sacred Books of the East）は、マックス・ミュラーによって編集され、オックスフォード大学出版局によって1879年から1910年にかけて刊行された、アジアの諸宗教の聖典の英語翻訳を集成した全50巻の叢書。ヒンドゥー教、仏教、道教、儒教、ゾロアスター教、ジャイナ教、イスラム教の主要な聖典を収録している。
全50巻はすべてが電子化されており、無料のPDF電子書籍やプレーンテキストで提供されている。
全50巻はすべてが、アメリカ合衆国においてパブリックドメインとなっており、多くの諸国においてもほとんど、ないし、すべてがパブリックドメインとなっている。

## 翻字
東方聖典叢書で使われている翻字方法は現在一般的に使われるものと異なり、ミュラーが1854年に提案した宣教師のためのラテン文字によるつづりにもとづいている。この方法は通常のアルファベットで不足する字をイタリックや大文字によって補っている。サンスクリットの場合、IASTと比較して以下のように異なっている。
| IAST     | ā | ī | ū | ṛ  | ṃ | ḥ | c | ch | j | jh | ṭ | ṭh | ḍ | ḍh | ṇ | ḷ | ś | ṣ  |
| ミュラー | â | î | û | ri | m | h | k | kh | g | gh | t | th | d | dh | n | l | s | sh |

## 一覧
| 巻 | 区分           | 刊行年 | 翻訳者                                                                                   | 表題と内容 |
| -- | -------------- | ------ | ---------------------------------------------------------------------------------------- | --- |
| 1  | ヒンドゥー教   | 1879   | マックス・ミュラー                                                                       | 『ウパニシャッド (The Upanishads)』 - 全2巻の1、 チャーンドーギヤ・ウパニシャッド、タラヴァカーラ（ケーナ）・ウパニシャッド、アイタレーヤ・ウパニシャッド、カウシータキ・ウパニシャッド、ヴァージャシャネイ（イーシャー）・ウパニシャッド                                                                 |
| 2  | ヒンドゥー教   | 1879   | ゲオルク・ビューラー                                                                     | 『The Sacred Laws of the Aryas』 - 全2巻の1、アーパスタンバ (Âpastamba)、ガウタマ(Gautama)、ヴァーシシュタ (Vâsishtha)、バウダーヤナ (Baudhâyana)の教えたアーリア人の聖なる法：第1部：アーパスタンバとガウタマ（ダルマ・スートラ）                                                                        |
| 3  | 中国           | 1879   | ジェームズ・レッグ                                                                       | 『The Sacred Books of China』 - 全6巻の1、儒教第1部：書経、詩経（抄訳）、孝経 |
| 4  | ゾロアスター教 | 1880   | ジャーム・ダルメステテール                                                               | 『ゼンド＝アヴェスター (The Zend-Avesta)』 - 全3巻の1、The Vendîdâd. |
| 5  | ゾロアスター教 | 1880   | E・W・ウェスト                                                                           | 『パフラヴィー文献 (Pahlavi Texts)』- 全5巻の1、The Bundahis, Bahman Yast, and Shâyast Lâ-Shâyast. |
| 6  | イスラム教     | 1880   | E・H・パーマー (E. H. Palmer)                                                            | 『クルアーン (The Qur'ân)』 - 全2巻の1 |
| 7  | ヒンドゥー教   | 1880   | ユリウス・ヨリー (Julius Jolly)                                                          | 『The Institutes of Vishnu』- ヴィシュヌの教義 |
| 8  | ヒンドゥー教   | 1882   | カーシーナート・トリンバク・テーラング (Kâshinâth Trimbak Telang)                        | 『The Bhagavadgita With the Sanatsugâtîya and the Anugîtâ』- バガヴァッド・ギーター、サナツジャーティーヤ (Sanatsugâtîya)、アヌギーター (Anugîtâ) |
| 9  | イスラム教     | 1880   | E・H・パーマー                                                                           | 『クルアーン (The Qur'ân)』 - 全2巻の2 |
| 10 | 仏教           | 1881   | F・マックス・ミュラー (Dhammapada) ヴィゴ・ファウスベル (Sutta-Nipata)                   | 『ダンマパダ（法句経）とスッタニパータ (The Dhammapada and The Sutta-Nipâta, a collection of discourses)』- 仏教の教典のひとつであるスッタニパータと、詩句集であるダンマパダを、パーリ語から英訳 |
| 11 | 仏教           | 1881   | トーマス・ウィリアム・リス・デイヴィッズ                                                 | 『仏教の経典 (Buddhist Suttas)』- 大般涅槃経 (Mahâ-parinibbâna Suttanta)、転法輪経 (Dhamma-kakka-ppavattana Sutta), 三明経 (Tevigga Suttanta)、願経 (Âkaṅkheyya Sutta)、心荒野経 (Ketokhila Sutta)、大善見王経 (Mahâ-Sudassana Suttanta)、一切漏経 (Sabbâsava Sutta)                                      |
| 12 | ヒンドゥー教   | 1882   | ジュリアス・エッゲリング (Julius Eggeling)                                               | 『シャタパタ・ブラーフマナ (The Satapatha Brâhmana)』 - 全5巻の1、Mâdhyandina 派のテキストによる Shatapatha Brahmana、I-II |
| 13 | 仏教           | 1881   | T・W・リス・デイヴィッズ、ヘルマン・オルデンベルク                                       | 『律蔵 (Vinaya Texts)』- 全3巻の1、波羅提木叉 (Pâtimokkha)、大品 (Mahâvagga) I-IV |
| 14 | ヒンドゥー教   | 1882   | ゲオルク・ビューラー                                                                     | 『The Sacred Laws of the Aryas』 - 全2巻の2、アーパスタンバ、ガウタマ、ヴァーシスタ、バウダーヤナの教えたアーリア人の聖なる法：第2部：ヴァーシスタとバウダーヤナ |
| 15 | ヒンドゥー教   | 1884   | マックス・ミュラー                                                                       | 『ウパニシャッド (The Upanishads)』 - 全2巻の2、 カタ・ウパニシャッド、マーンドゥーキヤ・ウパニシャッド、タイッティリーヤ・ウパニシャッド、ブリハッド・アーラニヤカ・ウパニシャッド、シュヴェーターシュヴァタラ・ウパニシャッド、プラシュナ・ウパニシャッド、マイトリー・ウパニシャッド                   |
| 16 | 中国           | 1882   | ジェームズ・レッグ                                                                       | 『The Sacred Books of China』 - 全6巻の2、儒教第2部：易経 |
| 17 | 仏教           | 1882   | T・W・リス・デイヴィッズ、ヘルマン・オルデンベルク                                       | 『律蔵 (Vinaya Texts)』- 全3巻の2、大品 (Mahâvagga) V-X、小品 (Kullavagga) I-II |
| 18 | ゾロアスター教 | 1882   | E・W・ウェスト                                                                           | 『パフラヴィー文献 (Pahlavi Texts)』- 全5巻の2、The Dâdistân-î Dînîk and the Epistles of Mânûskîhar. |
| 19 | 仏教           | 1883   | サミュエル・ビール (Samuel Beal)                                                         | 『仏所行讃 馬鳴菩薩造 (The Fo-sho-hing-tsan-king, a life of Buddha by Ashvaghosha)』- 420年、曇無讖の漢訳から英訳 |
| 20 | 仏教           | 1885   | T・W・リス・デイヴィッズ、ヘルマン・オルデンベルク                                       | 『律蔵 (Vinaya Texts)』- 全3巻の3、小品 (Kullavagga) IV-XII. |
| 21 | 仏教           | 1884   | H・ケルン (H. Kern)                                                                      | 『妙法蓮華経 (The Saddharma-Pundarîka or The Lotus of the True Law)』 |
| 22 | ジャイナ教     | 1884   | ヘルマン・ヤコービ                                                                       | 『ジャイナ教典 (Gaina Sûtras)』- 全2巻の1、プラークリットからの英訳：The Âkârâṅga sûtra. The Kalpa sûtra. |
| 23 | ゾロアスター教 | 1883   | ジャーム・ダルメステテール                                                               | 『ゼンド＝アヴェスター (The Zend-Avesta)』 - 全3巻の2、 The Sîrôzahs, Yasts, and Nyâyis. |
| 24 | ゾロアスター教 | 1884   | E・W・ウェスト                                                                           | 『パフラヴィー文献 (Pahlavi Texts)』- 全5巻の3、Dînâ-î Maînôg-î khirad, Sikand-Gûmânîk Vigâr, Sad Dar. |
| 25 | ヒンドゥー教   | 1886   | ゲオルク・ビューラー                                                                     | 『マヌ法典 (The Laws of Manu)』- 注釈書7冊からの抜粋を含む英訳 |
| 26 | ヒンドゥー教   | 1885   | ジュリアス・エッゲリング                                                                 | 『シャタパタ・ブラーフマナ (The Satapatha Brâhmana)』 - 全5巻の2、Mâdhyandina 派のテキストによる：III-IV |
| 27 | 中国           | 1885   | ジェームズ・レッグ                                                                       | 『The Sacred Books of China』 - 全6巻の3、儒教第3部：礼記（全2巻の1） |
| 28 | 中国           | 1885   | ジェームズ・レッグ                                                                       | 『The Sacred Books of China』 - 全6巻の4、儒教第4部：礼記（全2巻の2） |
| 29 | ヒンドゥー教   | 1886   | ヘルマン・オルデンベルク                                                                 | 『The Grihya-sûtras; rules of Vedic domestic ceremonies』 - 全2巻の1、ヴェーダの宗教の典礼：Sâṅkhyâyana-Grihya-sûtra. Âsvalâyana-Grihya-sûtra. Pâraskara-Grihya-sûtra. Khâdira-Grihya-sûtra |
| 30 | ヒンドゥー教   | 1892   | ヘルマン・オルデンベルク、マックス・ミュラー                                             | 『The Grihya-sûtras; rules of Vedic domestic ceremonies』 - 全2巻の2、ヴェーダの宗教の典礼： Gobhila, Hiranyakesin, Âpastamba （以上、オルデンベルク訳）：Yagña-Paribhâshâ-sûtras（ミュラー訳） |
| 31 | ゾロアスター教 | 1887   | ローレンス・ヘイワース・ミルズ                                                           | 『ゼンド＝アヴェスター (The Zend-Avesta)』 - 全3巻の3、The Yasna, Visparad, Âfrînagân, Gâhs, and miscellaneous fragments. |
| 32 | ヒンドゥー教   | 1891   | マックス・ミュラー                                                                       | 『ヴェーダの讃歌 (Vedic Hymns)』 - 全2巻の1、暴風雨の神々（マルト神群、ルドラ、ヴァーユ、ヴァータ）への讃歌、リグ・ヴェーダに関する文献表 |
| 33 | ヒンドゥー教   | 1889   | ユリウス・ヨリー                                                                         | 『ブリハスパティ (The Minor Law-Books: Brihaspati)』全1巻 |
| 34 | ヒンドゥー教   | 1890   | ジョージ・シボート (George Thibaut)                                                      | 『The Vedânta-Sûtras』 - 全3巻の1、シャンカラ・アーチャーリヤによる注釈つき（全2部の1）；Adhyâya I-II (Pâda I-II). |
| 35 | 仏教           | 1890   | T・W・リス・デイヴィッズ                                                                 | 『ミリンダ王の問い (The Questions of King Milinda)』 - 全2巻の1 |
| 36 | 仏教           | 1894   | T・W・リス・デイヴィッズ                                                                 | 『ミリンダ王の問い (The Questions of King Milinda)』 - 全2巻の2 |
| 37 | ゾロアスター教 | 1892   | E・W・ウェスト                                                                           | 『パフラヴィー文献 (Pahlavi Texts)』- 全5巻の4、 Contents of the Nasks. |
| 38 | ヒンドゥー教   | 1896   | ジョージ・シボート                                                                       | 『The Vedânta-Sûtras』 - 全3巻の2、シャンカラ・アーチャーリヤによる注釈つき（全2部の1）；Adhyâya II (Pâda III-IV) - IV |
| 39 | 中国           | 1891   | ジェームズ・レッグ                                                                       | 『The Sacred Books of China』 - 全6巻の5、道教第1部（全2巻の1）：老子・道徳経、荘子・荘子（I-XVII） |
| 40 | 中国           | 1891   | ジェームズ・レッグ                                                                       | 『The Sacred Books of China』 - 全6巻の6、道教第2部（全2巻の2）：荘子・荘子（XVIII-XXXIII）、『太上感応篇』その他の道教テキスト、および、第39・40巻の索引 |
| 41 | ヒンドゥー教   | 1894   | ジュリアス・エッゲリング                                                                 | 『シャタパタ・ブラーフマナ (The Satapatha Brâhmana)』 - 全5巻の3、Mâdhyandina 派のテキストによる：V-VII |
| 42 | ヒンドゥー教   | 1897   | モーリス・ブルームフィールド                                                             | 『アタルヴァ・ヴェーダの讃歌 (Hymns of the Atharva-Veda)』 - 典礼書、注釈書からの抜粋を含む |
| 43 | ヒンドゥー教   | 1897   | ジュリアス・エッゲリング                                                                 | 『シャタパタ・ブラーフマナ (The Satapatha Brâhmana)』 - 全5巻の4、Mâdhyandina 派のテキストによる：VIII-X |
| 44 | ヒンドゥー教   | 1900   | ジュリアス・エッゲリング                                                                 | 『シャタパタ・ブラーフマナ (The Satapatha Brâhmana)』 - 全5巻の5、Mâdhyandina 派のテキストによる：XI-XIV |
| 45 | ジャイナ教     | 1895   | ヘルマン・ヤコービ                                                                       | 『ジャイナ教典 (Gaina Sûtras)』- 全2巻の2、プラークリットからの英訳：The Uttarâdhyayana Sûtra, The Sûtrakritâṅga Sûtra. |
| 46 | ヒンドゥー教   | 1897   | ヘルマン・オルデンベルク                                                                 | 『ヴェーダの讃歌 (Vedic Hymns)』 - 全2巻の2、火神アグニへの讃歌 (Mandalas I-V) |
| 47 | ゾロアスター教 | 1897   | E・W・ウェスト                                                                           | 『パフラヴィー文献 (Pahlavi Texts)』- 全5巻の5、Marvels of Zoroastrianism. |
| 48 | ヒンドゥー教   | 1904   | ジョージ・シボート                                                                       | 『The Vedânta-Sûtras』 - 全3巻の3、ラーマーヌジャ (Râmânuga) による注釈つき（全2部の2）；Adhyâya II (Pâda III-IV) - IV |
| 49 | 仏教           | 1894   | エドワード・バイルズ・カウエル(Edward Byles Cowell)、F・マックス・ミュラー、高楠順次郎   | 『大乗仏教 (Buddhist Mahâyâna Texts)』 - 第1部：馬鳴による『ブッダ・チャリタ (仏所行讃)』サンスクリット原典からの E・B・カウエルによる英訳 - 第2部：『無量寿経』、『阿弥陀経』、『金剛般若経』、『大本般若心経』、『小本般若心経』、F・マックス・ミュラーによる英訳; 『観無量寿経』、高楠順次郎による英訳 |
| 50 | 索引           | 1910   | モーリッツ・ヴィンターニッツ (Moriz Winternitz) 前書き：アーサー・アンソニー・マクドネル | 東方聖典叢書全巻を通しての人名、主題、総索引 |